# レイニール・ノームス
レイニール・ノームス（Reinier Nooms、1623年ころ - 1664年8月）は、17世紀オランダの画家、版画家である。船乗りをした後、画家になり、作品には「R. Zeeman（Zeemanはオランダ語で船乗り）」と署名した。船や海戦の情景を描いた海洋画(海景画とも)を描いた。

## 略歴
アムステルダムで生まれたと推定されていて船乗りの生活をした後、画家になった。どのように絵を学んだかは知られていない。航海中の船の様子や国外の風景が正確、詳細に作品に描かれいて、船乗りとして得た知識を示している。
画家になった後も各地を旅し、パリやヴェネツィア、ベルリンも旅した。1661年から1863年の間、オランダの海軍提督ミヒール・デ・ロイテルが指揮する艦隊が北アフリカ沿岸で戦った航海に加わった。アルジェやトリポリの港をスケッチし、オランダに戻った後、油絵に仕上げた。
スペインとの戦争や英蘭戦争でオランダが勝利したいくつかの海戦を描いた作品は特に人気があった。1639年にスペイン艦隊とのダウンズの海戦で勝利するマールテン・トロンプが指揮した艦隊の旗艦「Aemilia」を描いた作品などがあり、この作品は現在ロンドンの国立海事博物館 (National Maritime Museum) に展示されている。1653年にイギリス艦隊に勝利したリヴォルノの海戦を描いた作品は現在、アムステルダム国立美術館に収蔵されている。
1650年代から 船や風景を描いた版画集、「faits après le naturel」の制作と出版を開始した。 ノームスの版画は非常に洗練されていて、例えば19世紀のフランスの版画家、シャルル・メリヨンが彼の作品を研究したように後世の版画家に影響を与えた。

## 作品

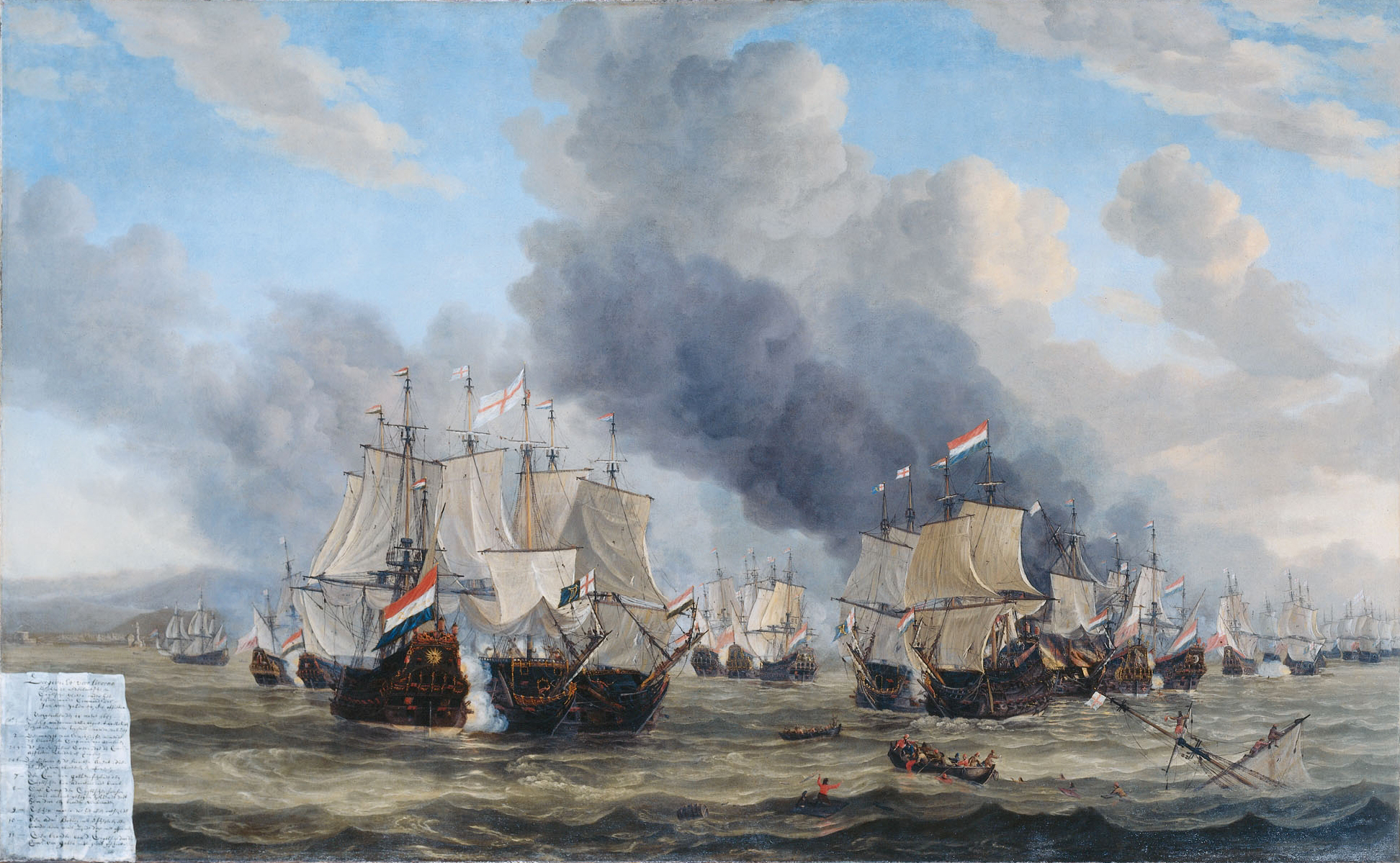
リヴォルノの海戦、アムステルダム国立美術館蔵
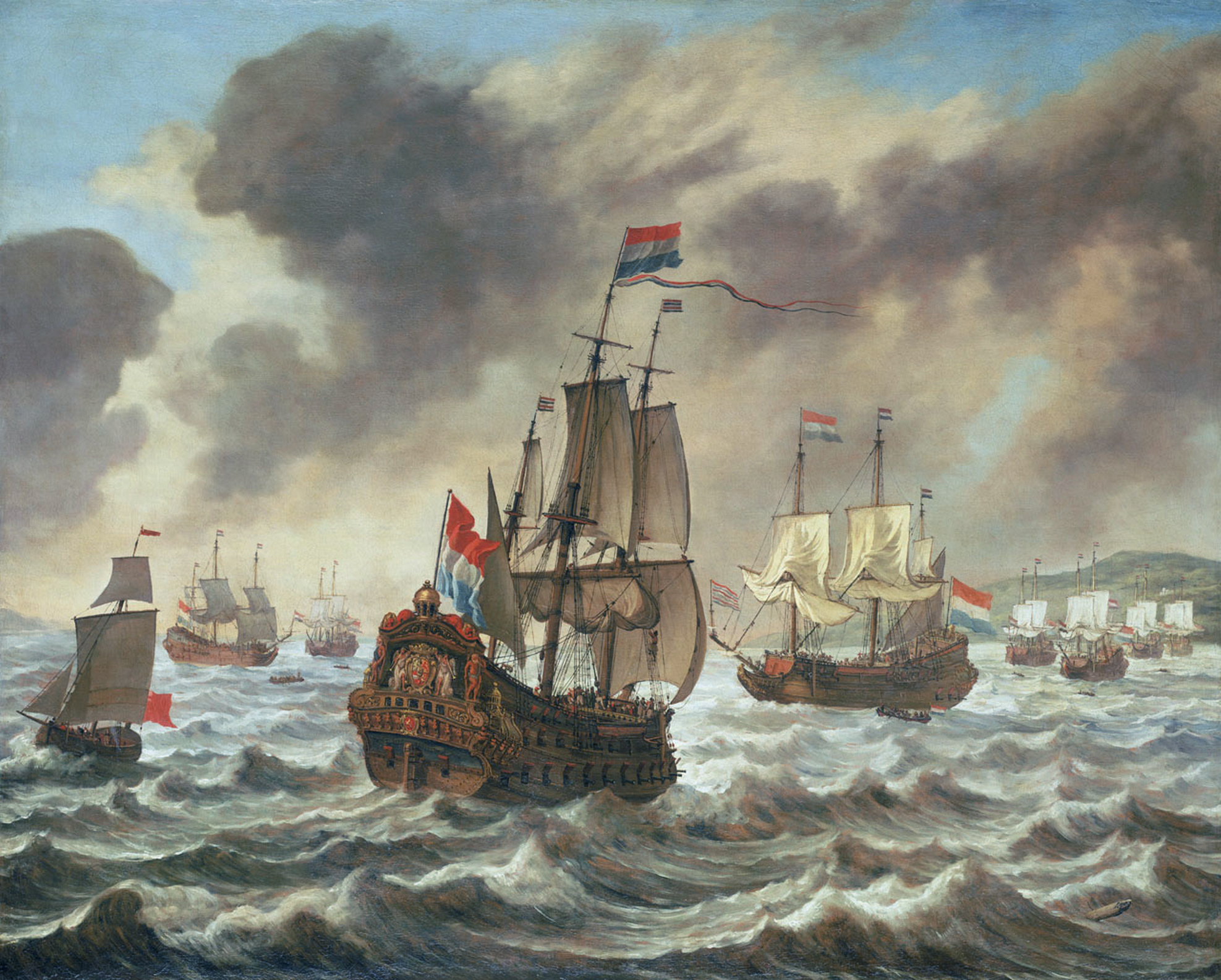
ダウンズの海戦の前のオランダ艦隊、イギリス国立海事博物館蔵
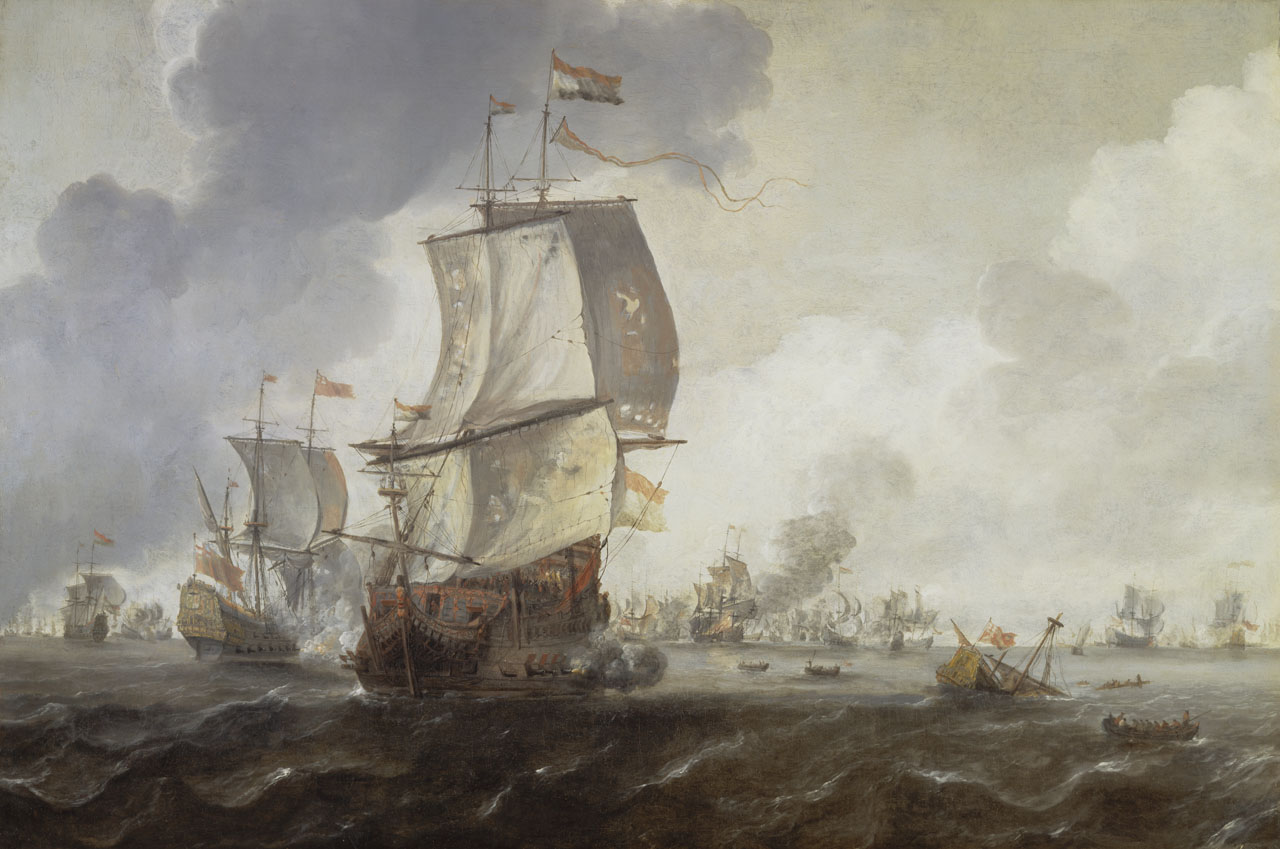
第一次英蘭戦争の海戦、(c.1654)、イギリス国立海事博物館蔵
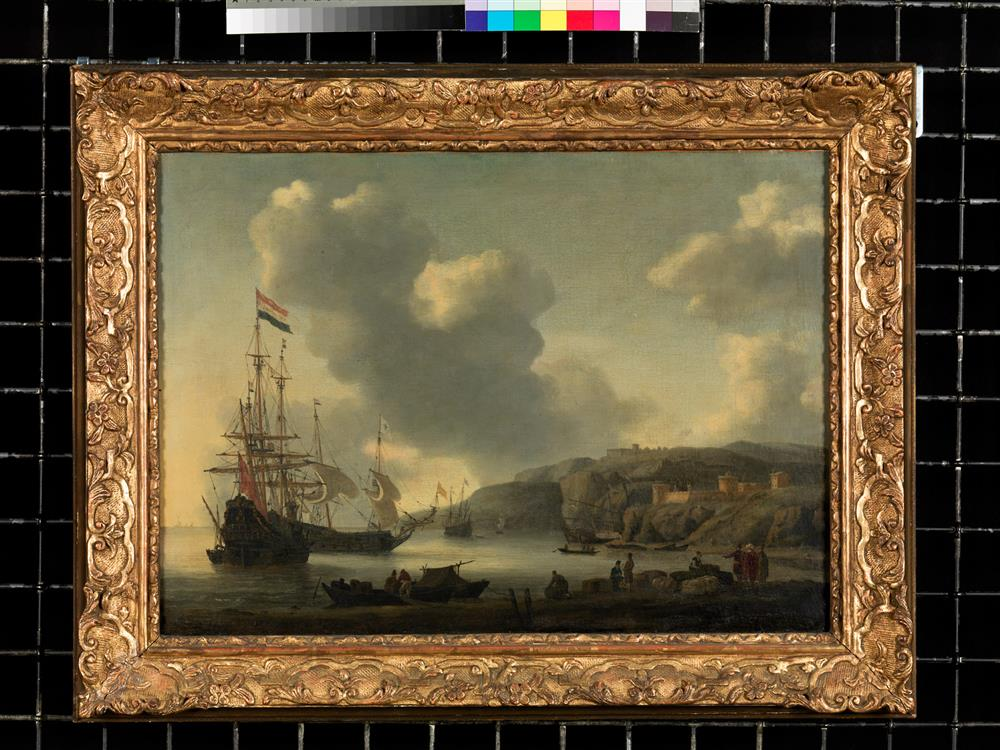
地中海のオランダ船 (1658)、ロッテルダム海事博物館蔵
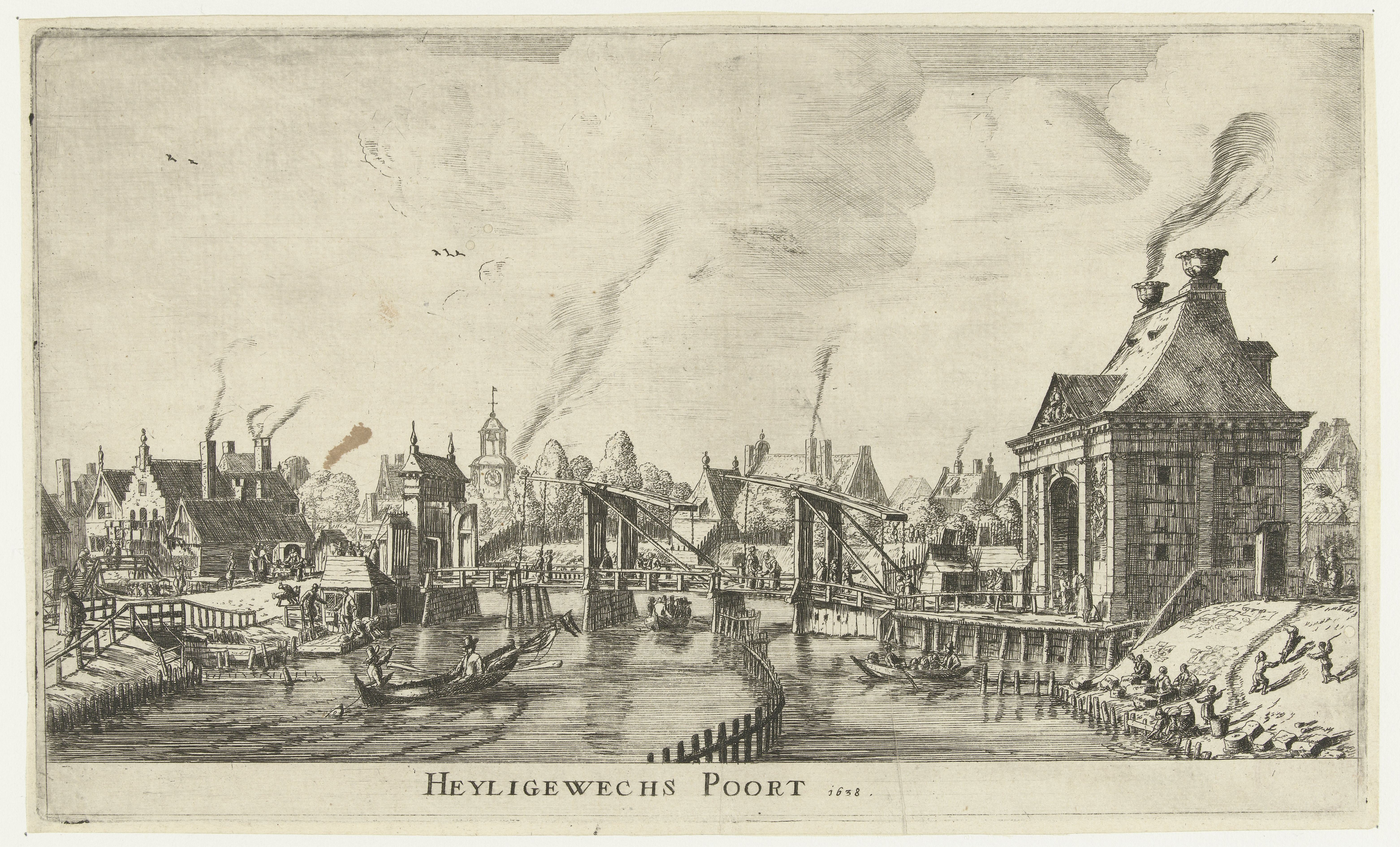
版画作品、アムステルダム国立美術館蔵
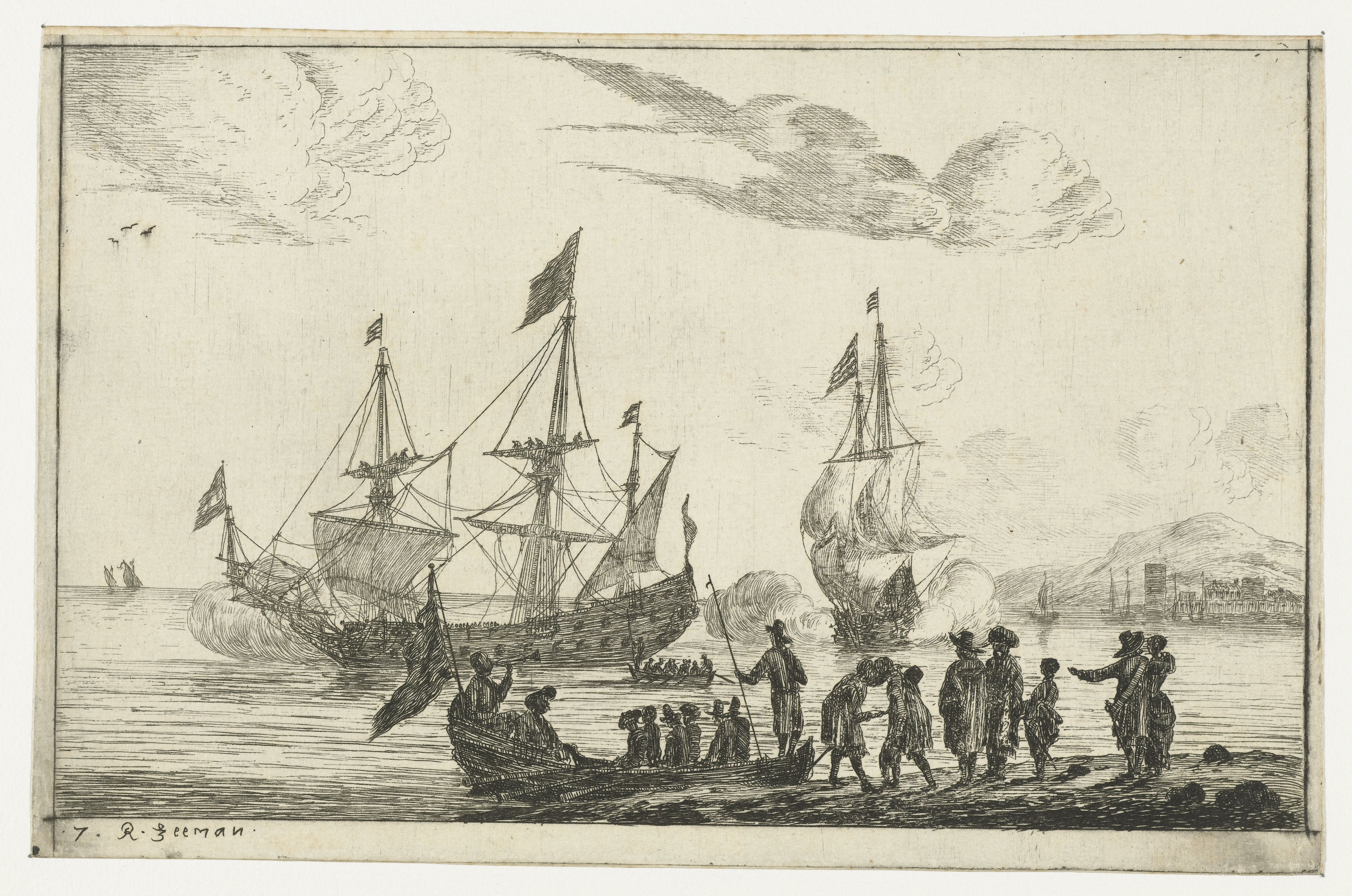
版画作品、アムステルダム国立美術館蔵